# 分手大师
《分手大师》是一部2014年上映的都市喜剧电影，改编自俞白眉工作室的同名话剧，由北京光线影业有限公司、天津橙子映像传媒有限公司、山南光线影业有限公司和上海慧形慧影影视文化工作室联合出品，光线影业发行，并由邓超、俞白眉联合执导，邓超本人和杨幂领衔主演，众多明星亦客串出演，邓超同时担任该片的出品人。全片讲述了专职替人分手的男主人公在接下一单棘手的分手任务后，与客户要求的分手对象在相处过程中逐渐暗生情愫的故事。
作为演员邓超的导演处女作，本片于2013年10月12日在北京正式开机，至次年1月转场印度洋岛国毛里求斯取景拍摄，1月24日杀青关机，值得一提的是女主角杨幂在怀有身孕的情况下坚持完成了全部戏份。2014年6月27日，影片在中国大陆正式公映。

## 劇情介紹
梅遠貴（鄧超飾）是一名“分手大師”，專門幫助各種情侶夫妻辦理分手、分居、離婚以及分家業務。某天正當他決定收山不做分手生意之時，接到了一單特別的任務，客戶要甩掉葉小春（楊冪飾）。

## 演員表

### 主演
- 鄧超 飾 梅遠貴
- 楊冪 飾 葉小春
- 梁超 飾 唐大山
- 許可嘉 飾 老六
- 古力娜扎 飾 小莊
- 柳岩 飾 唐夫人朱莉
- 欒元暉 飾 露露
- 趙曼竹 飾 排骨
- 秦越 飾 黑哥

### 友情客串
- 孫儷   飾 自己，梅遠貴分手任務對象
- 韓寒   飾 演员
- 謝楠   飾 自己，梅遠貴分手任務對象
- 吳京
- 劉園園
- 紀姿含
- 曹可凡
- 申雪   飾 自己，梅遠貴分手任務對象
- 趙宏博
- 俞白眉
- 代乐乐   飾 自己，梅遠貴分手任務對象
- 金星

## 製作

### 籌備
在國家新聞出版總局2013年8月底的電影備案公示中顯示，《分手大師》由光線影業出品，並是光線2014年的重點電影項目，編劇為俞白眉，並由鄧超和俞白眉聯合導演。俞白眉接受記者採訪時表示，電影版《分手大師》故事和原版話劇有相當大的改動，只會保留了話劇中的角色名，“電影就是藉了‘分手大師’這個名字及兩個角色，其他都沒什麼關係，與話劇版只有5%～10%的相似”。電影版《分手大師》除在北京拍攝外，還將遠赴國外選景，2013年10月開拍，暫定2014年上映。

### 拍攝
《分手大師》於2013年10月12日開機，先後在俗稱“鳥巢”的北京國家體育場、首都體育館、一線天、老胡同等北京特色景點拍攝。2014年1月初完成國內戲份後又轉場島國毛里求斯進行海外部分的拍攝，至1月24日全片正式殺青。

## 票房
《分手大師》首周三天票房為1.54億當上該周票房榜亞軍。至2014年7月29日，電影公映31天共收6.62億元人民幣。

## 评价
许多观众认为影片搞怪耍贱，夸张爆笑。中国影评人认为影片笑点密集，情节和逻辑发展却充满不合理性，尤以纯情女孩叶小春莫名其妙爱上猥琐秃头中年唐大师最没有说服力。《分手大师》尽管票房一路走高，但它的喜剧内涵也遭到来自业内的众多指摘，其中尤以陆天明的“低俗喜剧”抨击为最甚，也有人为影片辩护，称“可以带给特定观众笑的效果，即便不够高冷，至少做到了娱乐功能，当然本片无法起到什么教育作用。”在光线总裁王长田看来，多数人对《分手大师》的理解是停留在过去喜剧的电影文本基础之上，很多人没有意识到这部影片在开创一个新的电影文本，他认为，《分手大师》为中国的电影贡献了一个新的类型。